# Myrmeleon (Myrmeleon) alluaudi
Myrmeleon (Myrmeleon) alluaudi is een insect uit de familie van de mierenleeuwen (Myrmeleontidae), die tot de orde netvleugeligen (Neuroptera) behoort. 
Myrmeleon (Myrmeleon) alluaudi is voor het eerst wetenschappelijk beschreven door Navás in 1914.